# Donacia cuprea
Donacia cuprea är en skalbaggsart som beskrevs av Kirby 1837. Donacia cuprea ingår i släktet Donacia och familjen bladbaggar. Inga underarter finns listade i Catalogue of Life.